# Simulium yaeyamaense
Simulium yaeyamaense es una especie de insecto del género Simulium, familia Simuliidae, orden Diptera.

## Distribución
Se distribuye por Japón.

## Taxonomía
Fue descrita científicamente por Takaoka, 1991.